# Ilarion Mircea
Ilarion Mircea (pe numele de mirean Ioan Mircea; n. 14 mai 1873, Ruginoasa, România – d. 9 februarie 1950, Roman, Roman, România) a fost episcop ortodox român, care a îndeplinit funcia de arhiereu-vicar al Episcopiei Romanului, cu titulatura „Băcăuanul”.